# Neuer Kammerchor Heidenheim

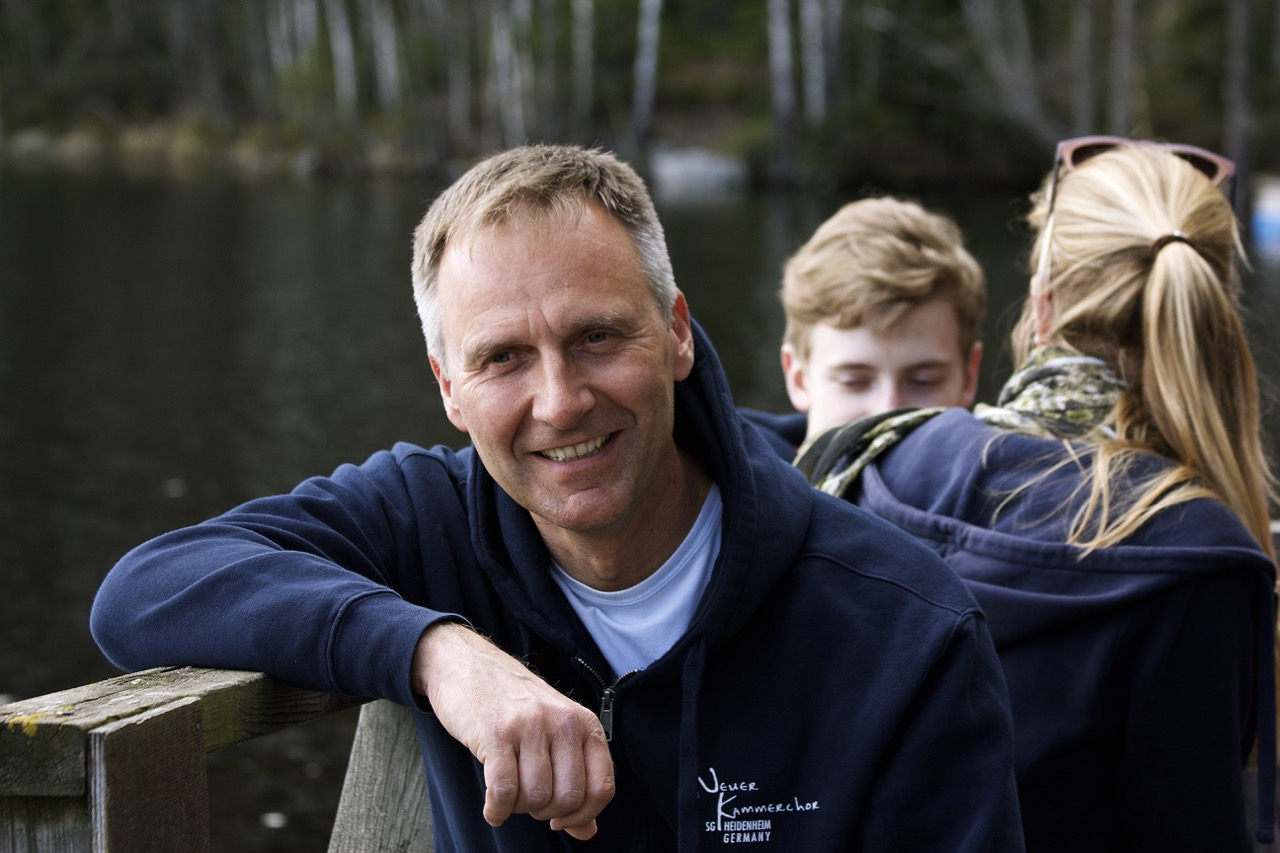
Thomas Kammel ist Leiter und Gründer des Neuen Kammerchores Heidenheim.

Der Neue Kammerchor Heidenheim wurde 2005 von Thomas Kammel (* 1961), Musik- und Geschichtslehrer am Schiller-Gymnasium Heidenheim gegründet, unter dessen musikalischer Leitung der Chor auftritt. In den vergangenen sechs Jahren trat der Neue Kammerchor 180 Mal in Deutschland und im Ausland auf.
Das etwa 70 junge Leute umfassende Ensemble setzt sich aus Schülerinnen und Schülern der Klassenstufen 9 bis 12 zusammen, die meist aus den anderen Chören des Gymnasiums hervorgehen.

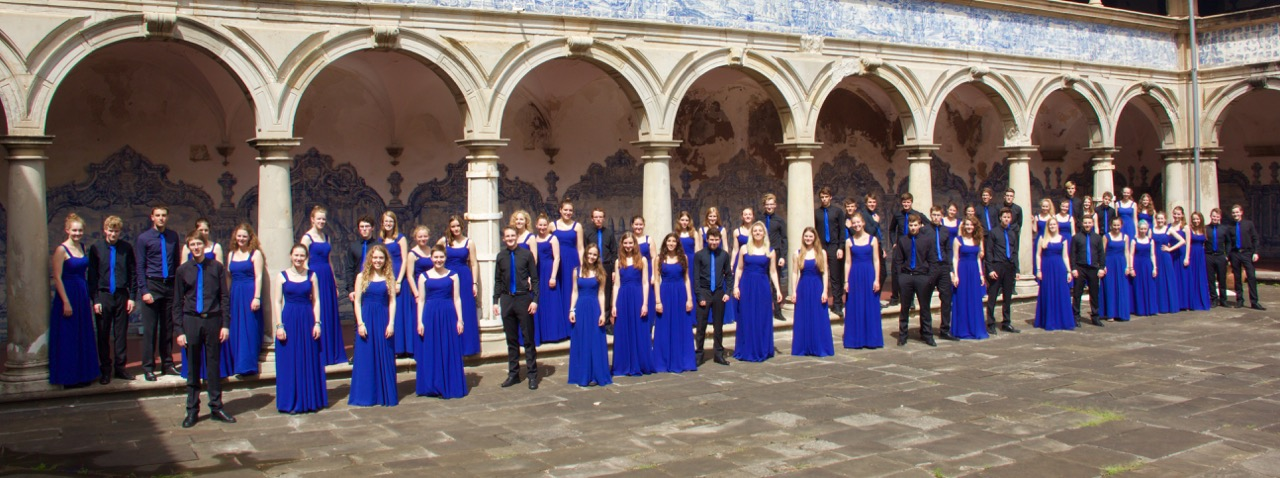
Der Neue Kammerchor Heidenheim in Salvador da Bahia / Brasilien

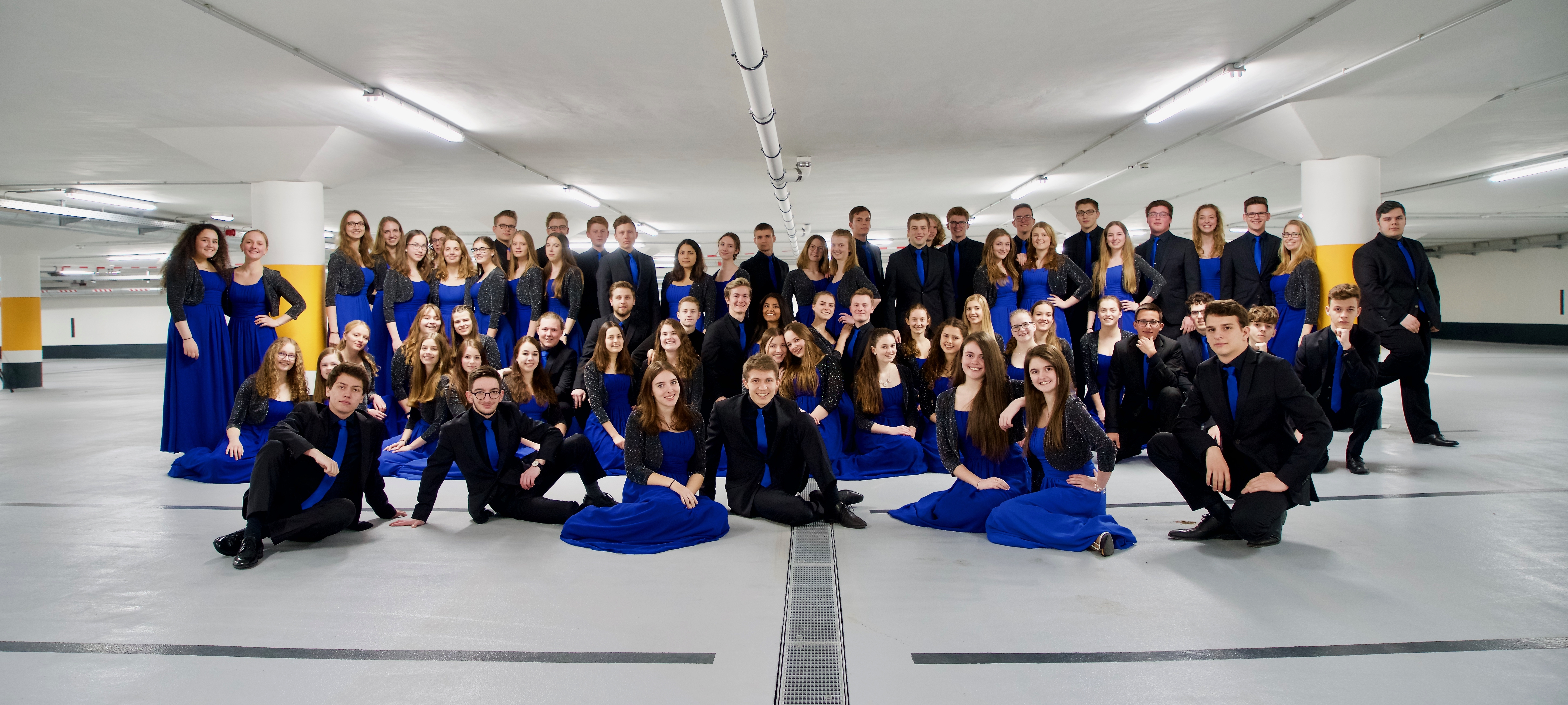
Neuer Kammerchor Heidenheim (2018)

## Auftritte
Bedeutende Auftritte des Neuen Kammerchores waren 2006 u. a. eine Rundfunkproduktion bei SWR 4 auf der Landesgartenschau in Heidenheim. Als Vertreter der Landesregierung Baden-Württembergs mehrere Auftritte in Meißen/Sachsen und in Heidenheims Partnerstadt Döbeln. Im November 2007 sang der Chor im Europaparlament von Brüssel für Präsident Pöttering. Im Juli 2009 konzertierte das Ensemble im Schauspielhaus Hamburg. Aufmerksamkeit erlangte das Ensemble mit mehreren Aufführungen (u. a. in der Stuttgarter Liederhalle) der Operette „Die Fledermaus“ von Johann Strauss. Im September 2011 wirkt der Neue Kammerchor als einziges deutsches Ensemble beim Jubiläums-Gala-Konzert der armenischen Kulturtage 2011 im Mozartsaal der Liederhalle in Stuttgart mit.
Im Sommer 2008 wurde der Neue Kammerchor für die Teilnahme an der Bundesbegegnung „Schulen musizieren“ in Hamburg im Juni 2009 nominiert. Auf der Jubiläums-Editions CD 2012 des „Musikalischen Adventskalender“ vom SWR ist der Neue Kammerchor Heidenheim mit Morten Lauridsen's Dirait-on zu finden.
Im Dezember 2012 führt der Neue Kammerchor Heidenheim erstmals in Europa das Weihnachtsoratorium „Oratorio de Navidad“ des argentinischen Komponisten Martín Palmeri zusammen mit dem Komponisten auf. Auf Empfehlung des SWR Vokalensembles kam es 2019 zu einer Kooperation mit dem Landesblasorchester Baden-Württemberg, bei der die 5. Herr der Ringe Sinfonie „Return to Middle Earth“ von Johan de Meij als Deutschlandpremiere u. a. beim Deutschen Musikfest in Osnabrück aufgeführt wurde.

## Konzertreisen
Konzertreisen führten den Neue Kammerchor nach Italien, Sachsen, Belgien, Rumänien, Lettland, Armenien und 2011 in die Provence und erneut nach Italien.
Im April 2012 unternahm der Neue Kammerchor eine dreiwöchige Konzerttour durch Argentinien und im Dezember nach Polen. Im Juli 2013 führte eine Konzertreise den Neuen Kammerchor nach Rom und Vicenza. 2014 war der Chor auf Konzertreise in Südafrika und Namibia, 2015 in Estland und Finnland und 2016 in Brasilien. Im Juni 2017 konzertieren die jugendlichen Heidenheimer auf ihrer Balkan-Konzerttour in Bulgarien, Mazedonien und Albanien. Im Mai 2018 gaben die Jugendlichen aus Heidenheim insgesamt 15 Konzerte in Mexiko und Guatemala.